# スーズダリの戦い
スーズダリの戦いは1445年7月7日にスーズダリ付近にてモスクワ大公ヴァシーリー2世盲目公の軍勢とカザン・ハン国のカザン・ハン国の王子マフムーデク、ヤクブ、彼らの父であるウルグ・ムハンマドが統率するカザン・タタール人との間で行われた戦いである。戦いの結果はモスクワ軍の完敗に終わってヴァシーリー2世は捕虜となった。戦闘はヴァシーリー2世にとってはカザン・タタール人に対する出兵は不成功であるという結果を決定付けてモスクワ国家にとっては悲惨な結末であった。

## 会戦までの経緯
カザン・ハン国を樹立したウルグ・ムハンマドは1439年から始まったルーシの地への襲撃を行った。1440年の中頃に襲撃の数はめっきりと数を増し、1444年にウルグ・ムハンマドはニジニ・ノヴゴロドを自国へと併合する計画を建て、スーズダリ-ニジニ・ノヴゴロドの公とハン国との緊密な関係がこのことを促進させた。かつて、当時はヴォルガ川の豊かな都市で戦略上の中心地であったニジニ・ノヴゴロドにてモスクワ大公ヴァシーリー2世盲目公とカザンのハン間との激しい戦闘が拡大した。1444年の冬にニジニ・ノヴゴロドを占領したウルグ・ムハンマドは更に遠方に進んでムーロムを占領した。この行為に対する返礼としてヴァシーリー2世は洗礼祭の時期に軍をモスクワから召集した。 1445年1月6日には既にウラジーミルにいた。年代記の史料によれば、ヴァシーリー2世は強大な戦力を有しており、それが原因でウルグ・ムハンマドは戦闘を切り開くことを決定することなくニジニ・ノヴゴロドへ撤退した。程なくしてニジニ・ノヴゴロドは奪還され、タタール軍はムーロムとゴロホヴェツで粉砕された。首尾良く作戦行動を成し遂げるとヴァシーリー2世は帰還した。

## 1445年の遠征
1445年の春にウルグ・ムハンマドは自身の息子であるマフムードとヤクブ率いる軍勢をルーシに派遣した。このことを知ったヴァシーリー2世は、昨年は上手くことが進んで安堵していたのでこの出来事を重視しなかった。ヴァシーリー2世はモスクワからユーリエフに入り、それから軍司令官であるフョードル・ドルゴルドフとユーリー・ドラニッツァが到着し、ニジニ・ノヴゴロドに残った。遠征軍は貧弱であった。イヴァン公とミハイル・アンドレヴィチ公とヴァシーリー・ヤロスラフヴィチ公は少数の戦力とともにヴァシーリー2世のもとに到着し、ドミトリー・シェミャーカは遠征に全く参加しなかった。例の年代記によれば、ヴァシーリー2世の軍勢は数えてみたところ《1000人にも満たないくらいの》戦士であった。

## 戦闘
1445年7月6日に少数のモスクワ軍はスーズダリから遠くないところであるスパソ・エフフィミエフ修道院に陣取った。西側の国境からヴァシーリー3世の救援に入ったベルデダート皇子のタタール軍は定刻時にはユーリエフ・ポリスキーまでしか到達しなかった。程なくして誤解に基づく恐怖心が生じ、その後、落ち着きを取り戻したヴァシーリー2世は深夜まで宴会と深酒にのめり込んだ。
7月7日の朝、タタール軍はネルリ川を渡った。ヴァシーリー2世は出撃の命令を出した。タタール軍との最初の武力衝突はスパソ・エフフィミエフ修道院から左側の平原で生じた。モスクワ側に勝利が近付き、数時間後にタタール軍は敗走した。ロシア軍は、道中、タタール軍の負傷者と死傷者を略奪しながら追跡した。程なくして、カザン軍は引き返してロシア軍を不意に急襲した。新たな会戦が生じ、そこでタタール軍は徹底的に打ち負かした。ヴァシーリー2世は勇敢に戦って捕虜となり、同様の運命がミハイル・アンドレヴィチ公並びに多くの貴族、貴族の子弟を襲った。イヴァン・アンドレヴィチ公とヴァシーリー・ヤロスラヴィチは逃走した。ロシア軍は著しく損失した。3500人の戦力を有していたタタール軍は500人を失った。敗走するモスクワ軍を追跡しつつ、カザン軍は村を焼き、捕虜を得て、掠奪と殺戮に没頭した。

## 結果
会戦はモスクワ国家にとって深刻な結果をもたらした。スーズダリは陥落し、タタール軍は3日間に渡って国の奥深くへと進み、ヴラディーミルに迫った(実際のところ、カザン軍は同都市への襲撃を定めなかった)。8月23日にウルグ・ムハンマドの皇子達は戦利品を満載してニジニ・ノヴゴロドへと帰還した。10月1日にヴァシーリー2世は、膨大な身代金（200000ルーブルとなるノヴゴロドの貢税並びに25000ルーブルとなるプスコフの貢税による）と引き換えにタタール軍部隊の護送のもと、その他の捕虜とともに故国に帰還することを許された。